# Diathrausta profundalis
Diathrausta profundalis là một loài bướm đêm trong họ Crambidae.